# Muris Mešanović
Muris Mešanović (* 6. července 1990 Sarajevo) je bosenský profesionální fotbalista, který hraje na pozici útočníka. Je také bývalým bosenským mládežnickým reprezentantem.
Mimo rodnou Bosnu a Hercegovinu působil i v Česku, Turecku, Polsku a na Slovensku.

## Klubová kariéra
S fotbalem začínal Mešanović nedaleko rodného Sarajeva, ve dvanácti přešel do fotbalové školy Bubamara, odkud si jej v roce 2004 vytáhl do malého klubu FK Radnik Hadžići z předměstí Sarajeva sportovní ředitel Radniku a manažer Irfan Redžepagič. Zde hrál Mešanović za mladší dorost.

### Jablonec
V září 2006 přestoupil spolu s Anesem Haurdićem do českého prvoligového klubu FK Jablonec. Tady začínal v "C" dorostu a musel dohánět fyzickou přípravu. Postupně se propracoval až do "A" dorostu, za který během půl roku nastřílel 12 gólů, dalších 13 vstřelil předtím na jaře 2007 za mladší dorost. V zimě 2008 jej trenér František Komňacký povolal do "A" týmu, za který odehrál 2 zápasy v českém poháru.

### Jihlava
Na podzim 2009 odešel Mešanović hostovat do druholigové Vysočiny Jihlava. Při svém debutu 3. října 2009 vstřelil dvě branky, i přesto Jihlava prohrála s Vítkovicemi 2:3. Dva góly vstřelil Mešanović i o týden později při výhře 3:2 nad rezervním týmem pražské Sparty. Během sezóny 2009/10 nastoupil Mešanović do 17 soutěžních utkání v dresu Jihlavy, v nichž vstřelil 13 branek.
Podzimní část sezóny 2010/11 strávil Mešanović v Jablonci, jenže kvůli zranění nenastoupil do žádného utkání. V únoru 2011 odešel na další hostování do druholigové Jihlavy. I tentokrát patřil mezi klíčové hráče týmu a v 10 zápasech nastřílel tři branky. V létě 2011 se změnilo Mešanovićovo hostování v trvalý přestup.
V sezoně 2011/12 postoupil s klubem do 1. ligy, ke konečné druhé příčce přispěl vstřelením šesti branek ve 26 ligových zápasech.
V české nejvyšší soutěži Mešanović debutoval 30. července 2012, když nastoupil jako střídající hráč do utkání prvního kola proti pražské Slavii. Bosenský útočník pravidelně nastupoval v podzimní části sezóny z lavičky, na jaro ale přišel o místo v sestavě a nastoupil jen do jednoho utkání. Během své první sezóny odehrál Mešanović 12 prvoligových zápasů, v nichž se střelecky neprosadil.

#### Dunajská Streda (hostování)
V srpnu 2013 odešel z Jihlavy na půlroční hostování do slovenského klubu DAC 1904 Dunajská Streda. Na Slovensku nastoupil Mešanović do devíti soutěžních utkání a vstřelil jednu branku.

#### Návrat do Jihlavy
Na konci kalendářního roku 2013 se vrátil zpátky do Jihlavy, kterou už vedl nový trenér Petr Rada. Na jaře 2014 začal Mešanović znovu nastupovat v české nejvyšší soutěži a 13. dubna vstřelil svou první branku v 1. lize, a to v utkání proti FC Viktoria Plzeň, když vyrovnával na konečných 1:1. Proti stejnému soupeři se střelecky prosadil i v odvetě čtvrtfinále českého poháru 9. dubna, kterou Jihlava sice vyhrála 3:2, ale do semifinále po předchozí domácí výhře postoupila Plzeň.
V sezóně 2014/15 už Mešanović patřil ke klíčovým hráčům Jihlavy. V listopadu 2014 vstřelil tři branky ve čtyřech ligových utkáních a byl nominován na nejlepšího hráče měsíce v české lize. Dohromady v ročníku nastřílel šest branek ve 27 soutěžních zápasech a pomohl Jihlavě ke konečné 10. příčce.
Během podzimní části sezóny 2015/16 se Mešanovićovi podařilo vstřelit osm branek v šestnácti ligových zápasech a patřil mezi nejlepší ligové střelce.

### Slavia Praha
V lednu 2016 se Mešanović dohodl na tří a půlročním kontraktu s pražskou Slavií, nabídku měl také ze Slovanu Liberec. V dresu Slavie debutoval 13. února v ligovém utkání proti Zbrojovce Brno, gólem přispěl k výhře 2:0. Pod trenérem Dušanem Uhrinem mladším Mešanović pravidelně nastupoval a během své první půlsezóny v pražském klubu vstřelil 4 góly v 13 utkáních.
Dne 14. července 2016 Mešanović debutoval v evropských pohárech, objevil se v základní sestavě Slavie v druhém předkole Evropské ligy proti estonské Levadii. Během podzimní části sezóny 2016/17, po níž se Slavia umístila na 2. místě v ligové tabulce, se stal velmi důležitým hráčem pražského klubu, vstřelil 7 branek (i přesto, že většinou nastupoval jako střídající hráč) a mimo jiné svým gólem rozhodl i 286. derby pražských S. O místo v základní sestavě  bojoval s Milanem Škodou. Dohromady v sezóně nastřílel Mešanović 15 gólů a výrazně se tak podílel na zisku ligové trofeje, českou nejvyšší soutěž Slavie vyhrála po osmi letech.
Mešanović začal sezónu 2017/18 v základní sestavě, nastoupil ale jen do čtyř ligových zápasů a v srpnu 2017 v utkání domácího poháru s Třincem si obnovil zranění kolene, musel podstoupit operaci a do konce sezony už nenastoupil. Pouze z tribuny tak 9. května 2018 sledoval vítězství Slavie ve finále českého poháru proti Jablonci.
Na trávník se Mešanović vrátil až 26. září 2018, kdy nastoupil do utkání českého poháru proti Ústí nad Labem a gólem přispěl k výhře 2:0. Na podzim si ale nedokázal vybojovat místo v sestavě trenéra Jindřicha Trpišovského, nebyl zařazen na soupisku pro Evropskou ligu a v lednu požádal klub o přestup.

### Mladá Boleslav
V poslední den zimního přestupového období, tedy 22. února 2019, přestoupil Mešanović do Mladé Boleslavi, se kterou  podepsal kontrakt do léta 2022. V novém dresu debutoval o den později při výhře 1:0 nad Jabloncem. Během jarní části sezóny nastoupil do 11 soutěžních utkání, vstřelil pět branek a přidal tři asistence. Pomohl tak Mladé Boleslavi k postupu do pohárové Evropy.
V nové sezóně patřil Mešanović ke klíčovým hráčům klubu. 1. srpna gólem a asistencí rozhodl o výhře 3:2 nad kazašským klubem FC Ordabasy a zároveň o postupu do třetího předkola Evropské ligy. O deset dní později zaznamenal premiérový hattrick v nejvyšší soutěži, v utkání proti pražské Spartě vstřelil tři branky a přidal jednu asistenci při výhře 4:3. 14. září dvěma góly a asistencí řídil vítězství Mladé Boleslavi 6:0 nad Příbramí. Po povedené podzimní části sezóny, v níž vstřelil 11 branek a 7 asistencí, se rozhodl odejít do zahraničí.

#### Kayserispor (hostování)
V lednu 2020 odešel Mešanović na půlroční hostování do tureckého klubu Kayserispor. V Turecku patřil mezi stabilní členy základní sestavy, ve 14 zápasech dal 3 góly. S Kayserisporem skončil v lize na poslední 18. příčce, kvůli pandemii covidu-19 ale z turecké nejvyšší soutěže nikdo nesestoupil.

#### Denizlispor (hostování)
Po návratu z Kayserisporu odešel Mešanović na další hostování do Turecka, tentokráte do Denizlisporu. V sezóně 2020/21 Mešanović pravidelně nastupoval, odehrál 37 utkání a vstřelil 6 branek, s Denizlisporem ale skončil v lize na poslední 21. příčce a sestoupil do druhé turecké ligy.

### Nieciecza
V létě 2021 přestoupil Mešanović z Mladé Boleslavi do týmu nováčka polské nejvyšší soutěže Termalica Nieciecza. V polské lize patřil mezi klíčové hráče Niecieczy, vstřelil 13 branek a v několika zápasech navlékl kapitánskou pásku. S týmem ale sestoupil do druhé ligy.
Mešanović pravidelně nastupoval i v sezóně 2022/23, vstřelil 9 branek ve 34 zápasech, nicméně s Niecieczou se mu nepodařilo postoupit zpátky do nejvyšší soutěže.

### Puszcza Niepołomice
V červenci 2023 se Mešanović znovu stěhoval, tentokráte se v rámci Polska přesunul do klubu Puszcza Niepołomice, se kterou si zahrál polskou Ekstraklasu. Během podzimu ale ztratil místo v základní sestavě.

### Dukla Praha

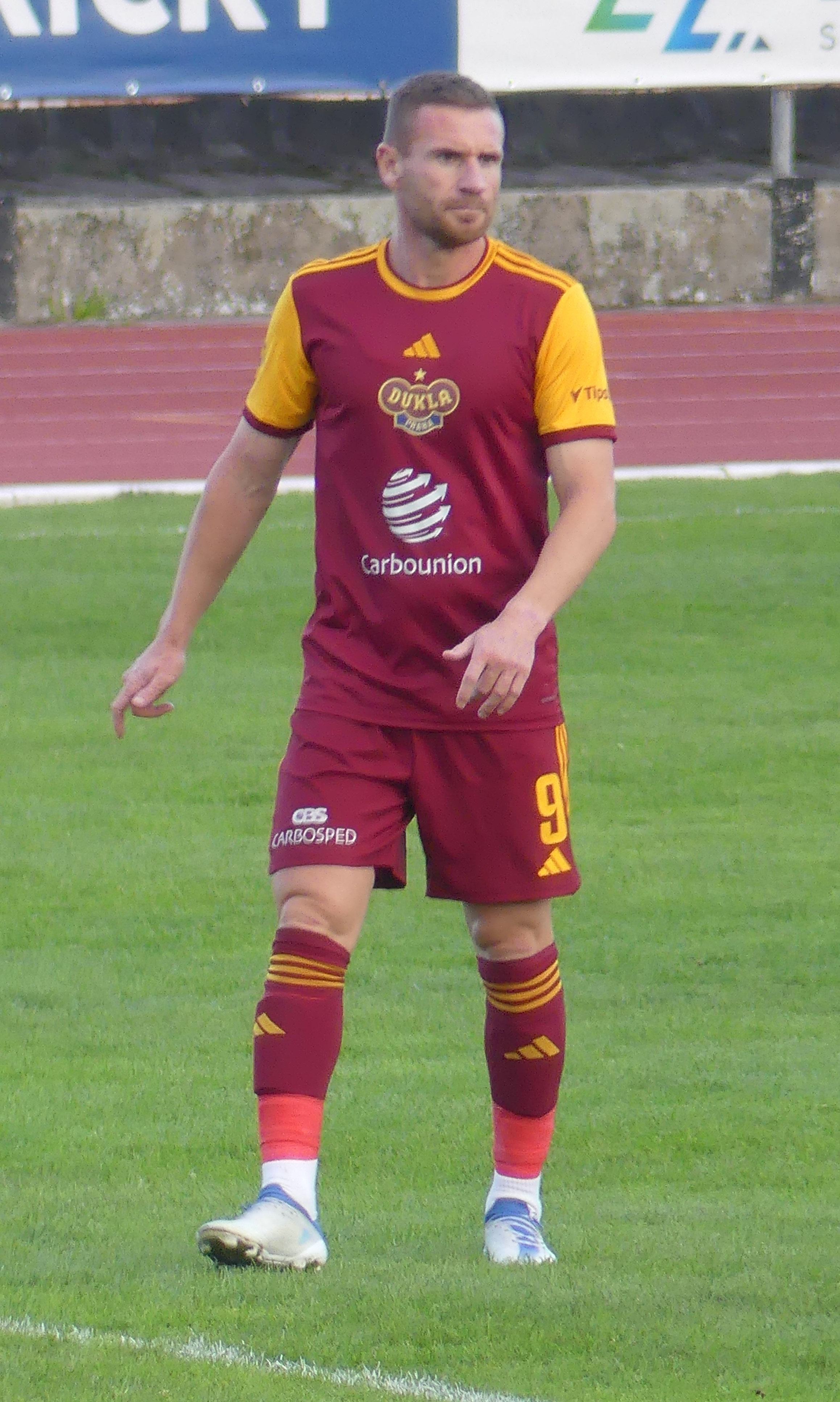
Muris Mešanović v zápase 2. kola MOL CUPu v Ústí nad Orlicí v roce 2024

V lednu 2024 se Mešanović vrátil zpátky do Česka. Přišel do týmu Petra Rady, když v rámci hostování posílil druholigovou pražskou Duklu. Svůj debut si odbyl 2. března a dvěma brankami zařídil remízu 3:3 se Zbrojovkou Brno. 17. dubna dvěma góly rozhodl o výhře 2:0 nad Opavou a přiblížil Duklu k postupu do nejvyšší soutěže. Pražský celek nakonec sezónu zakončil na první příčce a po pěti letech postoupila do první ligy.
V létě 2024, po vypršení smlouvy s polskou Puszczou, přestoupil do Dukly natrvalo. 20. července se objevil v základní sestavě Dukly v prvním kole proti Viktorii Plzeň.
Na začátku sezóny 2025/26 předčasně ukončil svoje působení v Dukle Praha. Kvůli zranění inicioval hráč rozvázání svého stávajícího kontraktu, klub mu vyšel vstříc.

## Reprezentační kariéra
Na reprezentační úrovni prošel výběry Bosny a Hercegoviny U17, U19 a U21.

## Statistiky
K 18. srpnu 2020
| Klub                    | Sezóna  | Liga                 | Liga   | Liga | Národní pohár | Národní pohár | Evropské poháry | Evropské poháry | Celkem | Celkem |
| Klub                    | Sezóna  | Liga                 | Zápasy | Góly | Zápasy        | Góly          | Zápasy          | Góly            | Zápasy | Góly   |
| ----------------------- | ------- | -------------------- | ------ | ---- | ------------- | ------------- | --------------- | --------------- | ------ | ------ |
| Jablonec                | 2007/08 | Fortuna:liga         | 0      | 0    | 1             | 0             | —               | —               | 1      | 0      |
| Jablonec                | 2008/09 | Fortuna:liga         | 0      | 0    | 0             | 0             | —               | —               | 0      | 0      |
| Jablonec                | 2009/10 | Fortuna:liga         | 0      | 0    | 0             | 0             | —               | —               | 0      | 0      |
| Jablonec                | 2010/11 | Fortuna:liga         | 0      | 0    | 0             | 0             | 0               | 0               | 0      | 0      |
| Jablonec                | 2011/12 | Fortuna:liga         | 0      | 0    | 0             | 0             | 0               | 0               | 0      | 0      |
| Jablonec                | Celkem  | Celkem               | 0      | 0    | 1             | 0             | 0               | 0               | 1      | 0      |
| Jihlava (host.)         | 2009/10 | Fortuna:Národní Liga | 17     | 13   | 0             | 0             | —               | —               | 17     | 13     |
| Jihlava (host.)         | 2010/11 | Fortuna:Národní Liga | 10     | 3    | 0             | 0             | —               | —               | 10     | 3      |
| Jihlava                 | 2011/12 | Fortuna:Národní Liga | 26     | 6    | 1             | 0             | —               | —               | 27     | 6      |
| Jihlava                 | 2012/13 | Fortuna:liga         | 12     | 0    | 1             | 2             | —               | —               | 13     | 2      |
| Jihlava                 | 2013/14 | Fortuna:liga         | 5      | 1    | 1             | 1             | —               | —               | 6      | 2      |
| Jihlava                 | 2014/15 | Fortuna:liga         | 27     | 6    | 1             | 0             | —               | —               | 28     | 6      |
| Jihlava                 | 2015/16 | Fortuna:liga         | 16     | 8    | 3             | 0             | —               | —               | 19     | 8      |
| Jihlava                 | Celkem  | Celkem               | 113    | 37   | 7             | 3             | —               | —               | 120    | 40     |
| Dunajská Streda (host.) | 2013/14 | Fortuna Liga         | 9      | 1    | 1             | 1             | —               | —               | 10     | 2      |
| Slavia Praha            | 2015/16 | Fortuna:liga         | 13     | 4    | 0             | 0             | —               | —               | 13     | 4      |
| Slavia Praha            | 2016/17 | Fortuna:liga         | 26     | 12   | 4             | 3             | 3               | 0               | 33     | 15     |
| Slavia Praha            | 2017/18 | Fortuna:liga         | 3      | 0    | 1             | 0             | 3               | 0               | 7      | 0      |
| Slavia Praha            | 2018/19 | Fortuna:liga         | 5      | 0    | 2             | 1             | 0               | 0               | 7      | 1      |
| Slavia Praha            | Celkem  | Celkem               | 47     | 16   | 7             | 4             | 6               | 0               | 60     | 20     |
| Mladá Boleslav          | 2018/19 | Fortuna:liga         | 11     | 5    | 0             | 0             | —               | —               | 11     | 5      |
| Mladá Boleslav          | 2019/20 | Fortuna:liga         | 18     | 8    | 2             | 2             | 4               | 1               | 24     | 11     |
| Mladá Boleslav          | Celkem  | Celkem               | 29     | 13   | 2             | 2             | 4               | 1               | 35     | 16     |
| Kayserispor (host.)     | 2019/20 | Süper Lig            | 14     | 3    | 1             | 0             | —               | —               | 15     | 3      |
| Denizlispor (host.)     | 2020/21 | Süper Lig            | 0      | 0    | 0             | 0             | —               | —               | 0      | 0      |
| Celkem                  | Celkem  | Celkem               | 212    | 70   | 19            | 10            | 10              | 1               | 241    | 81     |

1. 1 2  Zápasy v Evropské lize UEFA
2. ↑  Zápasy v Lize mistrů UEFA

## Úspěchy
FC Vysočina Jihlava
- postup do 1. české ligy (2011/12)